# ペッチャブリー駅
- ペッチャブリー駅
- ペッブリー駅

ペッチャブリー駅（ペッチャブリーえき、タイ語:สถานีเพชรบุร）は、タイ王国のバンコク都ラーチャテーウィー区にある、バンコク・メトロの駅である。駅番号はBL21。
日本語では表記ゆらぎによりペッブリー駅とも表記される。

## 概要
アソーク通りとニューペッブリー通りの交差点にあり、慢性的に渋滞している。付近にはタイ国有鉄道東本線アソーク駅がある。
スワンナプーム国際空港との連絡鉄道エアポート・レール・リンクのマッカサン駅、およびシティ・エア・ターミナルまでは徒歩5分程度であり、高架歩道が整備されている。

## 駅構造
フルスクリーンタイプのホームドア付き島式ホーム1面2線の地下駅である。地下1階部分に改札口があり、地下2階がホームとなっている。改札口は入口側、出口側が分かれている。
メトロモールがあり、スターバックスなどが営業中。また、メトロモール内にトイレが設置されている。

### 駅階層
| 地面    | 出入口                                             |                                                  |
| 地下1階 | コンコース階                                       | コンコース、自動券売機、自動改札口、ATM          |
| 地下1階 | コンコース階                                       |                                                  |
| 地下2階 | 1番線・上り■ブルーライン                           | →スクムウィット・シーロム・フワランポーン方面    |
| 地下2階 | 島式ホーム（フルスクリーンタイプのホームドアあり） |                                                  |
| 地下2階 | 2番線・下り■ブルーライン                           | ←ラーマ9世・チャトゥチャック公園・バーンスー方面 |

## 周辺
- 駅近くにセーンセープ運河が流れており、舟を利用すればジム・トンプソンの家などに行くことができる。

### アソーク通り
- 253アソークタワー
- アソークタワー
- シーナカリンウィロート大学
- BBビル
- モンゴル大使館
- イラン大使館
- シラット高速道路（ドイツ語版、タイ語版）

### ニューペッブリー通り
東西に伸びるペッブリー通りのうち、プラトゥーナム交差点より東側は一般的にニューペッブリー通りと呼ばれる。
- タイ国政府観光庁(TAT) - 本庁
- タイ高速道路公社（英語版）(EXAT)
- イタリアン・タイ・デベロップメント - 本社
- ミックスマーケット - 夜市
- シン・コンプレックス - 旧日本大使館跡地が再開発された複合ビル[3]。
- ランカスター バンコク
- グランド メルキュール バンコク アトリウム